# 韋伯斯特鎮區 (北卡羅萊納州傑克遜縣)
韋伯斯特鎮區（英語：Webster Township）是位於美國北卡羅萊納州傑克遜縣的一個鎮區。

## 地方資料
韋伯斯特鎮區的面積為27.46平方千米，皆為陸地。根據2020年美國人口普查的數據，當地共有人口2923人，而人口密度為每平方千米106.45人。